# Jagdschloss Linsburg

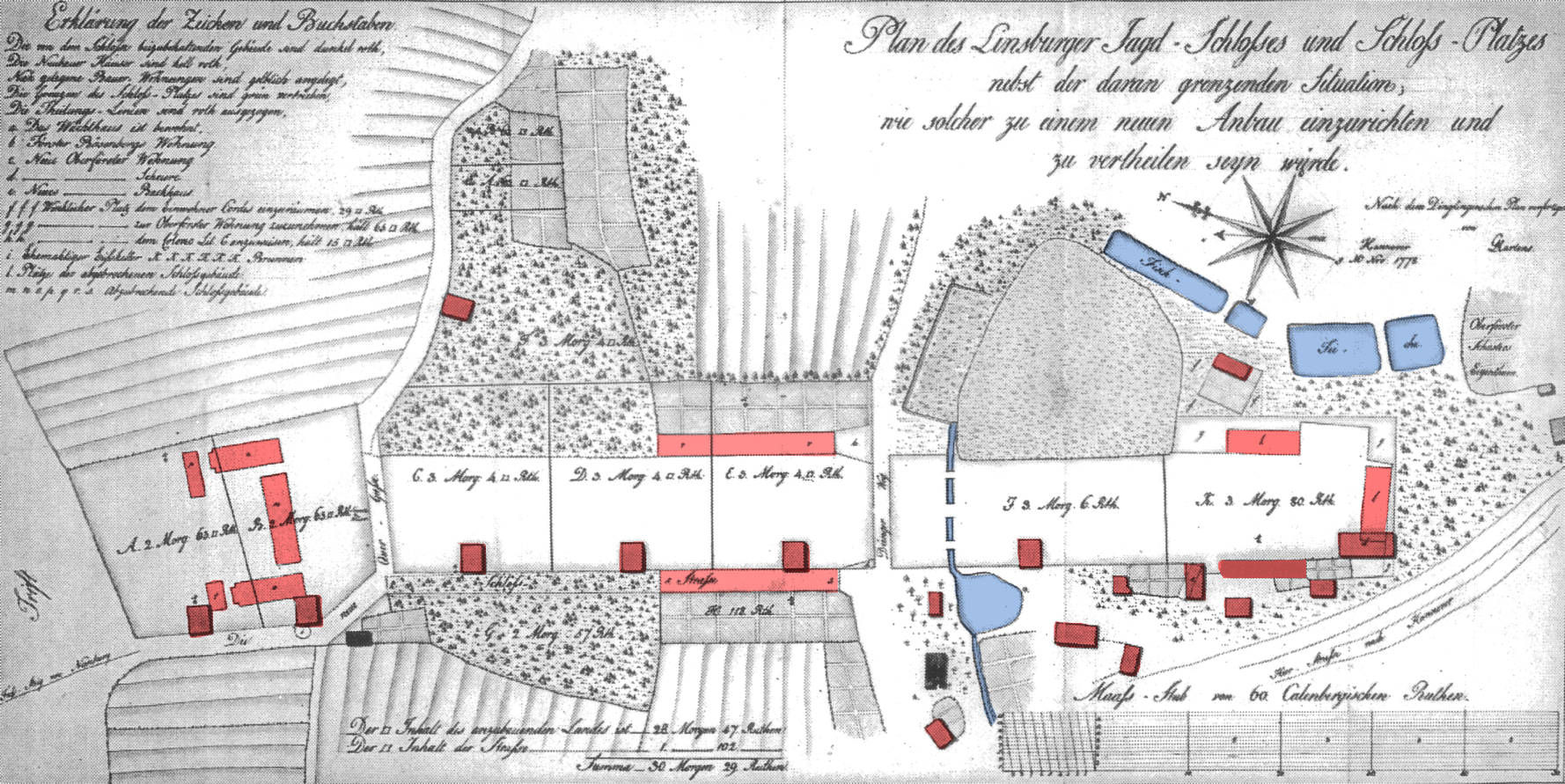
Lageplan von 1776 nach Teilabriss

Das Jagdschloss Linsburg war ein Jagdschloss in Linsburg im heutigen Niedersachsen, das aus einem im 16. Jahrhundert eingerichteten Jagdlager entstand. Ende des 17. Jahrhunderts von den Calenberger Herzögen erweitert, diente es ihnen zur Ausübung der Jagd im nahen Grinderwald. Da die Anlage infolge der Personalunion zwischen Großbritannien und Hannover seit 1714 weitgehend ungenutzt war, wurde sie ab 1770 abgerissen. Überreste sind ein heute als Wohnhaus genutztes Gebäude und ein kleiner Teich als Rest eines Schlossteiches.

## Baubeschreibung
Das Jagdschloss lag mitten im heutigen Dorf Linsburg, das zu dieser Zeit aus nur wenigen Häusern und Höfen bestand. Im Endstadium, Ende des 17. Jahrhunderts, war die Schlossanlage fast 20 Hektar groß und hatte eine Länge von 800 Meter bei einer Breite von 250 Meter. Sie bestand aus den Gebäudekomplexen des alten und des neuen Schlosses, die durch zwei doppelreihige Eichenalleen verbunden waren. Sie setzte sich hinter dem alten Schloss als Königsallee fort und führte in das Jagdrevier des Grinderwaldes.

### Altes Schloss
Das Jagdschloss entwickelte sich aus einem einfachen Jagdlager, dessen Entstehungszeit im 16. Jahrhundert vermutet wird. Im Laufe der Zeit entstanden 10 Gebäude, die den zur Jagd anreisenden Fürstenhof sowie sein Gefolge mehrere Wochen beherbergen konnten. Möglicherweise entstanden die ersten Gebäude auf den Bauresten der einstigen „Burg Linsburg“. Die Gebäude des Jagdschlosses, die als das Alte Schloß bezeichnet wurden, lagen im Süden von Linsburg in einer Senke. Sie umfassten den Schlossbau, das Grafen-, das Prinzen-, das Schlacht- und das Backhaus sowie das Haus des Bäckers, das Wachthaus, den Marstall, die  Schmiede und eine Menagerie.

### Neues Schloss
Ab 1680 kam es zu einer Schlosserweiterung mit weiteren Hauptgebäuden für die kurfürstliche Familie und die sie begleitenden Edelleute. Als Gründe sind der geringe Komfort der alten Gebäude, ihr schlechter Bauzustand (wegen der Lage in feuchtem Gelände) und der gestiegene Platzbedarf für größer gewordene Jagdgesellschaften anzunehmen. Die neue Schlossanlage entstand mit neun Gebäuden unter der Bezeichnung Neues Schloß auf der Höhe etwa 500 Meter nördlich der alten Anlage auf der leichten Erhebung des „Päperbarge“ (Pfefferberg). Es handelte sich um eine Dreiflügelanlage mit dem Schlossbau als Hauptgebäude und dem Königshaus sowie das Prinzenhaus als Seitengebäude. Zu den Erweiterungsbauten zählten unter anderem eine Konditorei, die Küche, das Wachthaus, der Wagenschuppen und der Marstall. Der Marstall und der Wagenschuppen wiesen jeweils eine Länge von etwa 90 Meter auf. Der kurfürstlichen Familie und ihrem Gefolge standen im Schlossbau 21, im Königshaus 13 und im Prinzenhaus 15 Räume zum Wohnen und Repräsentieren zur Verfügung. Die Inneneinrichtung des Jagdschlosses war standesgemäß ausgeführt, da hier während der Jagdaufenthalte des Hofes die Regierungstätigkeiten fortgesetzt und auch diplomatische Verhandlungen geführt wurden. Laut alten Inventarlisten verfügten die Räume über Goldledertapeten.

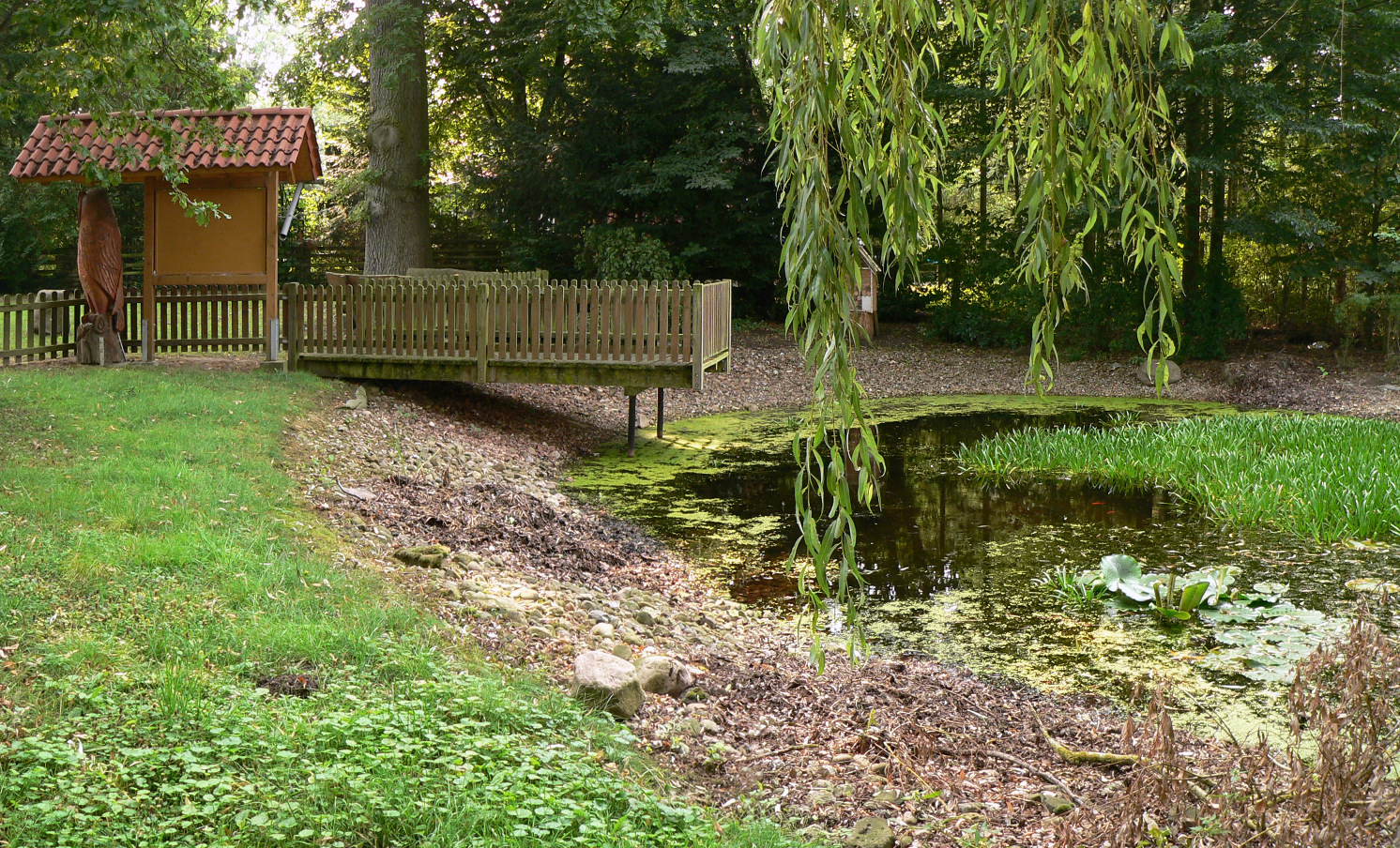
Der erhalten gebliebene Schlossteich mit Infotafel zur Geschichte des Jagdschlosses

Nach der Erweiterung des Jagdschlosses umfasste der Schlosskomplex 19 Gebäude, darunter zahlreiche Wirtschafts- und Nebengebäude. Alle Gebäude waren in schlichter Bauweise ausgeführt. Es handelte sich überwiegend um mit Steinen ausgefüllte Fachwerkkonstruktionen. Als Baumaterial wurden unter anderem Steine von Schloss Landestrost aus Neustadt am Rübenberge verwendet, die von der 1675 vorgenommenen Entfestigung stammten. Um die Lebensmittelversorgung durch Fisch sicherzustellen, wurden vier Schlossteiche angelegt. Die 1680 begonnene Schlosserweiterung wurde 1702 abgeschlossen und kostete etwa 30.000 Taler.

## Geschichte
Der Entstehungszeitpunkt des Jagdschlosses liegt im Dunklen. Es wird angenommen, dass der in Neustadt am Rübenberge  residierende Herzog Erich II. den Grinderwald im 16. Jahrhundert zum Hofjagdrevier erhob. In dieser Zeit soll in Linsburg eine einfach gehaltene Vorgängeranlage als Jagdlager bestanden haben. Erst nach Ende des Dreißigjährigen Kriegs erwähnen 1648 historische Quellen die Anlage als Jagdablager und berichten über die häufige Anwesenheit des in Hannover residierenden Calenberger Fürsten Georg Wilhelm. Als er 1665 regierender Fürst des Fürstentums Lüneburg wurde, übernahm sein Bruder Johann Friedrich das Jagdrevier des Grinderwaldes und das Jagdschloss, wo er sich hier jeweils mehrere Wochen im Jahr aufhielt. Nach seinem Tod 1679 wurde sein Bruder Ernst August Nachfolger, der das Jagdschloss ab 1680 wesentlich erweitern ließ. Die Gartenanlagen gestaltete Martin Charbonnier im Jahr 1696. Es wird berichtet, dass Ernst August ein begeisterter Jäger war und mehrmals im Jahr einige Wochen im Jagdschloss Linsburg verbrachte. Seiner Ehefrau Sophie von der Pfalz boten die Aufenthalte in Linsburg wenig Zerstreuung. Abwechslung sollen ihr die Besuche des hannoverschen Hofrats Gottfried Wilhelm Leibniz in Linsburg bereitet haben.

### Niedergang

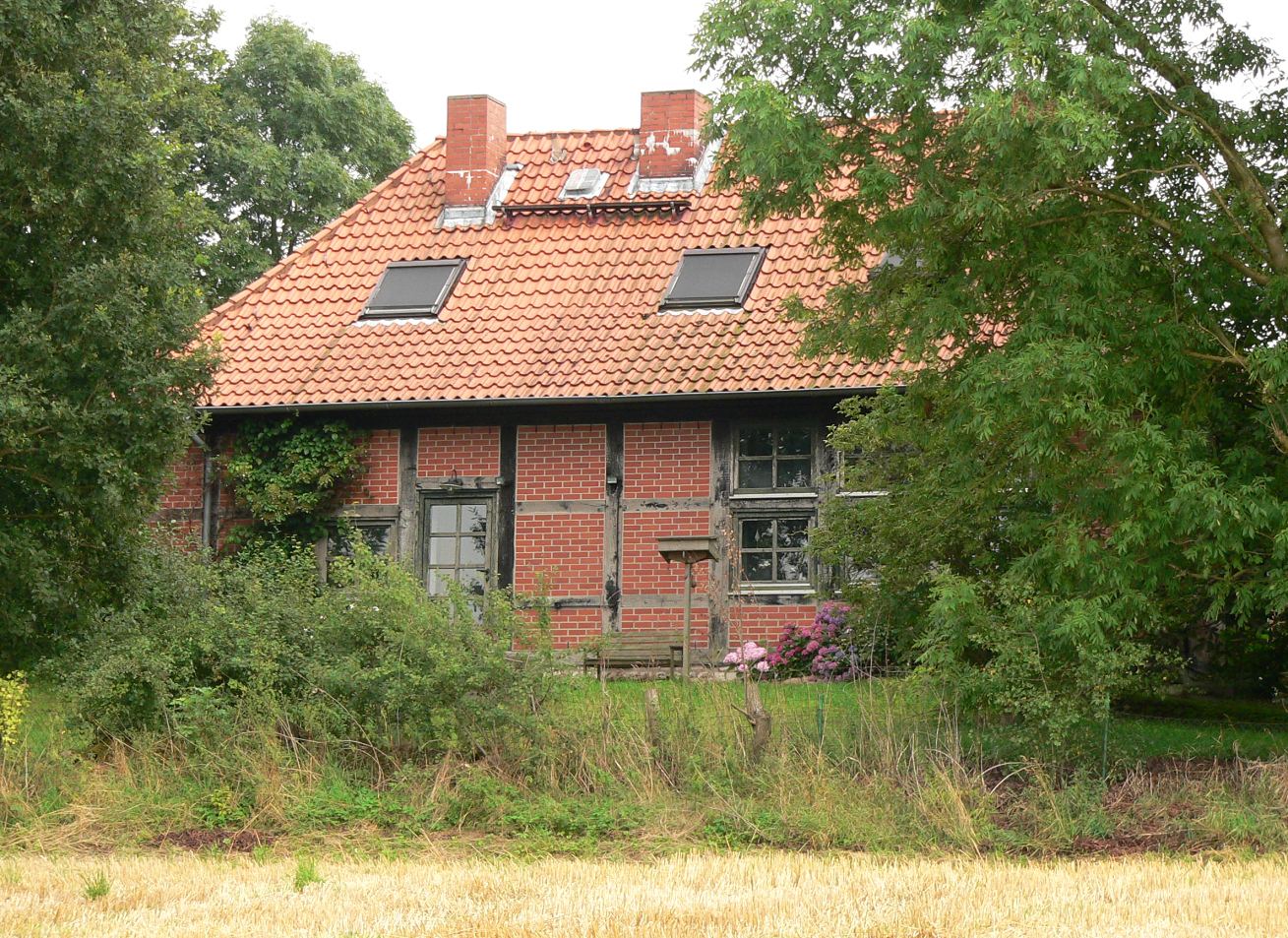
Das letzte erhaltene Gebäude des Jagdschlosses Linsburg: Die frühere Konditorei, um 1980 renoviert und zum Wohnhaus umgestaltet

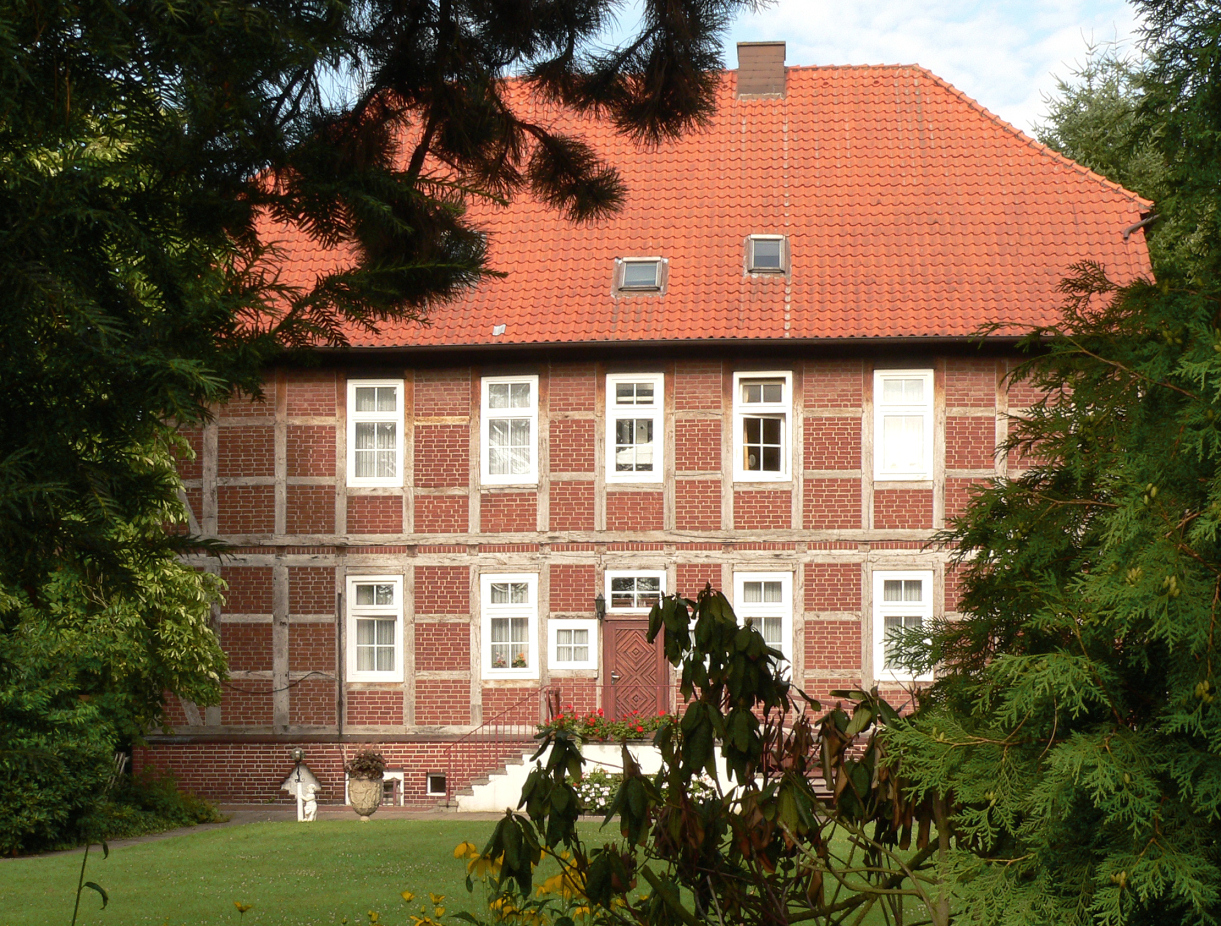
Das 1779 als Forsthaus an der Stelle des Prinzenhauses des Jagdschlosses errichtete Gebäude, heute Altenheim

Als Georg I. 1714 zum König von Großbritannien und Irland erhoben wurde und nach Großbritannien zog, verlor das Jagdschloss Linsburg an Bedeutung. Bei seinen wiederholten Besuchen im Kurfürstentum Hannover kam Georg I. jeweils zum Jagen nach Linsburg. Auch sein Sohn Georg II. jagte bei seinen Besuchen im Kurfürstentum Hannover im Grinderwald, letztmals 1755. Nach seinem Tod 1760 ordnete der in Großbritannien lebende König Georg III. die Beseitigung des Jagdschlosses an, da der Unterhalt der weitgehend ungenutzten und reparaturbedürftigen Gebäude hohe Geldsummen verschlang. Ab 1770 wurden die Schlossbauten mit Ausnahme von drei Gebäuden auf Abriss verkauft. Die Baumaterialien fanden eine Wiederverwendung bei den Kuranlagen Bad Rehburg, den Neuaufbau der Kirche in Husum und die Pflasterung der Chaussee von Hannover nach Bremen, der heutigen B 6. Aus dem Material des abgerissenen Prinzenhauses entstand 1779 an derselben Stelle ein zweigeschossiges Gebäude für den Förster. Heute befindet sich darin ein Altenheim. Das einzige erhalten gebliebene Gebäude des Jagdschlosses ist die frühere Konditorei, die um 1980 renoviert wurde und heute als Wohngebäude dient. Ein weiterer Rest des Jagdschlosses ist einer der vier Schlossteiche. Er blieb zur Hälfte erhalten, weil er lange als Löschwasserteich diente. 2003 wurde der Teich von einem örtlichen Heimatverein saniert. 2010 wurde am Teich eine Infotafel zur Schlossgeschichte aufgestellt.
Auch nach dem Abriss des Jagdschlosses ab 1770 setzten sich die Hofjagden im Grinderwald fort, zu denen die Jagdgäste aus Hannover anreisten. Die Rolle des Jagdschlosses Linsburg übernahmen die Jagdschlösser Springe und Göhrde.